# Woking
Woking is een plaats in het bestuurlijke gebied Woking, in het Engelse graafschap Surrey, op zo'n 35 km ten zuidwesten van het centrum van Londen. De plaats telt 62.796 inwoners.

## Geschiedenis
Woking is bekend als plaats waar het eerste crematorium van Engeland verrees. Het werd in opdracht van een chirurg gebouwd in 1878, toen crematie in Europa nog taboe was. Woking was gemakkelijk vanuit Londen met de trein bereikbaar en was dan ook bestemd voor de Londenaren. De inwoners van het provinciestadje moesten niets hebben van deze nieuwigheid en stuurden een verzoekschrift naar de minister van binnenlandse zaken om de ingebruikname ervan te verhinderen. Op 17 maart 1879 vond een proefcrematie plaats van een paard, maar daar bleef het voorlopig bij. Pas toen een rechtbank in Wales de arts William Price had vrijgesproken  na het cremeren van zijn zoontje, was de weg vrij voor Woking, en op 27 maart 1885 vond er de eerste officiële crematie van het Verenigd Koninkrijk plaats.  
Het hoofdkwartier van Formule 1-team McLaren is gevestigd in Woking. De opnamen van de politieserie Holby Blue zijn voor een deel in Woking gemaakt. Het (nu groot geworden) dorp speelt ook een rol in de literatuur: het is de plek waar de marsmannetjes landen in de sciencefictionroman van H.G. Wells, The War of the Worlds (1898). De naam speelt ook een rol in Douglas Adams' The Meaning of Liff (1983), als het woord voor wanneer je naar de keuken loopt, maar vergeet waarom.

## Stedenbanden
- Amstelveen (Nederland), sinds 1983
- Rastatt (Duitsland)
- Le Plessis-Robinson (Frankrijk)[1]

## Geboren
- Samuel Morton Peto (1809-1889), aannemer, bouw- en spoorwegondernemer
- Trevor Wye (1935), fluitist, fluitdocent en schrijver van een aantal fluitmethodes
- Tom Gutt (1941-2002), Belgisch schrijver en uitgever
- Gus Dudgeon (1942-2002), platenproducer (Rocket Records)
- Dave Greenslade (1943), toetsenist (Colosseum)
- Ian Ogilvy (1943), schrijver en film- en televisieacteur
- Malcolm Harbour (1947), Brits Europarlementariër
- Rick Parfitt (1948-2016), gitarist van Status Quo
- Peter Gabriel (1950), zanger van Genesis en solo-artiest
- Rick Buckler (1955-2025), drummer van The Jam
- Bruce Foxton (1955), bassist van The Jam
- Paul Weller (1958), zanger en gitarist van The Jam, The Style Council en solo-artiest
- Sean Henry (1965), beeldhouwer
- Anna Wilson-Jones (1970), actrice

## Overleden
- Ethel Mary Smyth (1858-1944), componiste, dirigent, schrijfster en leider van de Suffragettesbeweging.
- Arthur James Balfour (1848-1930), politicus en eerste minister
- Norman Willis (1933-2014), algemeen secretaris van de Trade Union Congress (TUC) en voorzitter van het Europees Verbond van Vakverenigingen (EVV)